# Alzain Tareq
Alzain Tareq (in arabo الزين طارق‎?; 1º gennaio 2005) è una nuotatrice bahreinita.

## Carriera
Nata in Bahrein nel 2005, è l'atleta più giovane della storia ad aver esordito ai mondiali di nuoto, infatti a soli 10 anni prese parte ai Mondiali di nuoto 2015, dove il 7 agosto 2015 gareggiò, partecipando nei 50 farfalla.
Fu per lei un successo nonostante l'ultimo posto, vista la giovanissima età.
Alzain Tareq è figlia di Tareq Juma Salem, un nuotatore professionista del Bahrein. Ha iniziato la propria carriera già all'età di 7 anni. Si è qualificata ai Mondiali in Kazan con il miglior tempo del Bahrein nei 50 farfalla, battendo nuotatrici molto più grandi di lei. La sua partecipazione alle gare a Kazan è stata possibile grazie a un vuoto legislativo nelle norme della FINA, la Federazione Internazionale del Nuoto, l'associazione di federazioni nazionali che organizza i Mondiali di nuoto: la FINA non prevede un'età minima per la partecipazione alle sue competizioni, ma lascia che siano le federazioni dei singoli paesi a regolarsi come meglio credono (a eccezione dei tuffi, per cui l'età minima è 14 anni). Per esempio la Lega europea del nuoto (LEN), che organizza gli Europei di nuoto, consente la partecipazione alle sue competizioni solo a nuotatori che hanno compiuto 14 anni. E la Federazione di nuoto del Bahrein ha permesso la partecipazione di Tareq ai Mondiali di Kazan.
La partecipazione di Tareq ai Mondiali ha provocato diverse polemiche, sotto diversi aspetti.